# Schlotheimia rugulosa
Schlotheimia rugulosa là một loài rêu trong họ Orthotrichaceae. Loài này được Nog. mô tả khoa học đầu tiên năm 1936.